# 9272 Liseleje
9272 Liseleje (tên chỉ định: 1979 KQ) là một tiểu hành tinh vành đai chính. Nó được phát hiện bởi Richard Martin West ở Đài thiên văn La Silla ở Chile, ngày 19 tháng 5 năm 1979. Nó được đặt theo tên Liseleje, a town ở Halsnæs Kommune, Đan Mạch.